# 1954-es labdarúgó-világbajnokság (keretek)
Ebben a listában az 1954-es labdarúgó-világbajnokságon részt vevő országok keretei vannak felsorolva. Ez volt az első világbajnokság, ahol fix számozások szerepeltek a játékosok mezén. A válogatott keretek a mezszámok sorrendjében szerepelnek.

## 1. csoport

### Brazília
Szövetségi kapitány:  Zezé Moreira
| Szám | Poszt | Név           | Születési dátum (Kor)         | Vál. | Klub          |
| ---- | ----- | ------------- | ----------------------------- | ---- | ------------- |
| 1    | K     | Castilho      | 1927. november 27. (26 éves)  | 13   | Fluminense    |
| 2    | V     | Djalma Santos | 1929. február 27. (25 éves)   | 14   | Portuguesa    |
| 3    | V     | Nílton Santos | 1927. május 16. (27 éves)     | 18   | Botafogo      |
| 4    | V     | Brandãozinho  | 1925. június 9. (29 éves)     | 12   | Portuguesa    |
| 5    | KP    | Pinheiro      | 1932. január 13. (22 éves)    | 13   | Fluminense    |
| 6    | KP    | Bauer         | 1925. november 21. (28 éves)  | 21   | São Paulo     |
| 7    | CS    | Julinho       | 1929. július 29. (24 éves)    | 13   | Portuguesa    |
| 8    | KP    | Didi          | 1929. október 8. (24 éves)    | 13   | Fluminense    |
| 9    | CS    | Baltazar      | 1926. január 14. (28 éves)    | 19   | Corinthians   |
| 10   | CS    | Pinga         | 1924. február 11. (30 éves)   | 14   | Vasco da Gama |
| 11   | CS    | Rodrigues     | 1925. június 27. (29 éves)    | 14   | Palmeiras     |
| 12   | V     | Paulinho      | 1932. április 15. (22 éves)   | 0    | Vasco da Gama |
| 13   | V     | Alfredo       | 1924. október 27. (29 éves)   | 2    | São Paulo     |
| 14   | KP    | Ely           | 1921. május 14. (33 éves)     | 15   | Vasco da Gama |
| 15   | V     | Mauro         | 1930. augusztus 30. (23 éves) | 4    | São Paulo     |
| 16   | KP    | Dequinha      | 1928. március 19. (26 éves)   | 7    | Flamengo      |
| 17   | CS    | Maurinho      | 1933. június 6. (21 éves)     | 0    | São Paulo     |
| 18   | CS    | Humberto      | 1934. február 4. (20 éves)    | 3    | Palmeiras     |
| 19   | CS    | Índio         | 1931. március 1. (23 éves)    | 0    | Flamengo      |
| 20   | CS    | Rubens        | 1928. november 4. (25 éves)   | 1    | Flamengo      |
| 21   | K     | Veludo        | 1930. augusztus 7. (23 éves)  | 3    | Fluminense    |
| 22   | K     | Cabeção       | 1930. augusztus 23. (23 éves) |      | Corinthians   |

### Jugoszlávia
Szövetségi kapitány:  Aleksandar Tirnanić
| Szám | Poszt | Név                  | Születési dátum (Kor)        | Vál. | Klub               |
| ---- | ----- | -------------------- | ---------------------------- | ---- | ------------------ |
| 1    | K     | Vladimir Beara       | 1928. november 2. (25 éves)  | 25   | Hajduk Split       |
| 2    | V     | Branko Stanković     | 1921. október 31. (32 éves)  | 50   | Crvena Zvezda      |
| 3    | V     | Tomislav Crnković    | 1929. június 17. (25 éves)   | 17   | Dinamo Zagreb      |
| 4    | KP    | Zlatko Čajkovski     | 1923. január 24. (31 éves)   | 51   | Partizan Beograd   |
| 5    | V     | Ivica Horvat         | 1926. július 16. (27 éves)   | 43   | Dinamo Zagreb      |
| 6    | V     | Vujadin Boškov       | 1931. május 16. (23 éves)    | 22   | Vojvodina Novi Sad |
| 7    | CS    | Tihomir Ognjanov     | 1927. március 2. (27 éves)   | 22   | Crvena Zvezda      |
| 8    | CS    | Rajko Mitić          | 1922. november 19. (31 éves) | 47   | Crvena Zvezda      |
| 9    | CS    | Bernard Vukas        | 1927. május 1. (27 éves)     | 35   | Hajduk Split       |
| 10   | KP    | Stjepan Bobek        | 1923. december 3. (30 éves)  | 53   | Partizan Beograd   |
| 11   | CS    | Branko Zebec         | 1929. május 17. (25 éves)    | 22   | Partizan Beograd   |
| 12   | K     | Branko Kralj         | 1924. március 10. (30 éves)  | 0    | Dinamo Zagreb      |
| 13   | V     | Miljan Zeković       | 1925. november 15. (28 éves) | 3    | Crvena Zvezda      |
| 14   | KP    | Lev Mantula          | 1928. december 8. (25 éves)  | 0    | Dinamo Zagreb      |
| 15   | KP    | Ljubiša Spajić       | 1926. március 7. (28 éves)   | 6    | Crvena Zvezda      |
| 16   | V     | Sima Milovanov       | 1923. április 10. (31 éves)  | 4    | Vojvodina Novi Sad |
| 17   | V     | Bruno Belin          | 1929. január 16. (25 éves)   | 3    | Partizan Beograd   |
| 18   | CS    | Miloš Milutinović    | 1933. február 5. (21 éves)   | 8    | Partizan Beograd   |
| 19   | KP    | Zlatko Papec         | 1934. január 17. (20 éves)   | 1    | Hajduk Split       |
| 20   | CS    | Dionizije Dvornić    | 1926. április 27. (28 éves)  | 3    | Dinamo Zagreb      |
| 21   | CS    | Todor Veselinović    | 1930. október 22. (23 éves)  | 2    | Vojvodina Novi Sad |
| 22   | CS    | Aleksandar Petaković | 1932. augusztus 6. (21 éves) | 0    | Radnički Beograd   |

### Franciaország
Szövetségi kapitány:  Pierre Pibarot
| Szám | Poszt | Név                      | Születési dátum (Kor)        | Vál. | Klub               |
| ---- | ----- | ------------------------ | ---------------------------- | ---- | ------------------ |
| 1    | K     | François Remetter        | 1928. augusztus 8. (25 éves) | 4    | FC Metz            |
| 2    | K     | César Ruminski           | 1924. június 14. (30 éves)   | 7    | Lille OSC          |
| 3    | K     | Claude Abbes             | 1927. május 24. (27 éves)    | 0    | AS Saint-Étienne   |
| 4    | V     | Lazare Gianessi          | 1925. november 9. (28 éves)  | 12   | Monaco             |
| 5    | V     | Jacques Grimonpon        | 1925. július 30. (28 éves)   | 0    | Girondins Bordeaux |
| 6    | V     | Raymond Kaelbel          | 1932. január 31. (22 éves)   | 0    | RC Strasbourg      |
| 7    | V     | Roger Marche             | 1924. március 5. (30 éves)   | 37   | Stade de Reims     |
| 8    | KP    | Guillaume Bieganski      | 1932. november 3. (21 éves)  | 1    | Lille OSC          |
| 9    | KP    | Antoine Cuissard         | 1924. július 19. (29 éves)   | 27   | OGC Nice           |
| 10   | KP    | Robert Jonquet           | 1925. május 3. (29 éves)     | 26   | Stade de Reims     |
| 11   | KP    | Xercès Louis             | 1926. október 31. (27 éves)  | 0    | RC Lens            |
| 12   | KP    | Jean-Jacques Marcel      | 1931. június 13. (23 éves)   | 8    | Sochaux            |
| 13   | CS    | Abde ál-Rahmane Mahdzsúb | 1929. április 25. (25 éves)  | 2    | OGC Nice           |
| 14   | V     | Armand Penverne          | 1926. november 26. (27 éves) | 11   | Stade de Reims     |
| 15   | KP    | Abdálazíz Ben Tífúr      | 1927. július 25. (26 éves)   | 1    | Troyes             |
| 16   | CS    | René Dereuddre           | 1930. június 26. (24 éves)   | 1    | Toulouse           |
| 17   | CS    | Léon Glovacki            | 1928. február 19. (26 éves)  | 3    | Stade de Reims     |
| 18   | CS    | Raymond Kopa             | 1931. október 13. (22 éves)  | 13   | Stade de Reims     |
| 19   | KP    | Michel Leblond           | 1932. május 10. (22 éves)    | 1    | Stade de Reims     |
| 20   | CS    | Ernest Schultz           | 1931. január 29. (23 éves)   | 0    | Olympique Lyon     |
| 21   | CS    | André Strappe            | 1928. február 23. (26 éves)  | 23   | Lille OSC          |
| 22   | CS    | Jean Vincent             | 1930. november 29. (23 éves) | 2    | Lille OSC          |

### Mexikó
Szövetségi kapitány:  Antonio López Herranz
| Szám | Poszt | Név                | Születési dátum (Kor)         | Vál. | Klub           |
| ---- | ----- | ------------------ | ----------------------------- | ---- | -------------- |
| 1    | K     | Antonio Carbajal   | 1929. június 7. (25 éves)     | 11   | León           |
| 2    | V     | Narciso López      | 1928. augusztus 18. (25 éves) | 3    | Oro            |
| 3    | KP    | Jorge Romo         | 1934. április 20. (20 éves)   | 5    | Marte          |
| 4    | V     | Saturnino Martínez | 1927. november 30. (26 éves)  | 6    | Necaxa         |
| 5    | V     | Raúl Cárdenas      | 1928. október 30. (25 éves)   | 4    | Puebla         |
| 6    | KP    | Rafael Ávalos      | 1926. november 30. (27 éves)  | 3    | Atlante        |
| 7    | CS    | Alfredo Torres     | 1931. május 31. (23 éves)     | 3    | Atlas          |
| 8    | CS    | José Naranjo       | 1926. március 19. (28 éves)   | 12   | Oro            |
| 9    | CS    | José Luis Lamadrid | 1930. július 3. (24 éves)     | 5    | Necaxa         |
| 10   | CS    | Tomás Balcázar     | 1931. december 21. (22 éves)  | 9    | Guadalajara    |
| 11   | CS    | Raúl Arellano      | 1935. február 28. (19 éves)   | 0    | Guadalajara    |
| 12   | K     | Salvador Mota      | 1922. április 10. (32 éves)   | 0    | Atlante        |
| 13   | V     | Sergio Bravo       | 1927. november 27. (26 éves)  | 6    | León           |
| 14   | KP    | Juan Gómez         | 1924. június 26. (30 éves)    | 0    | Atlas          |
| 15   | CS    | Carlos Blanco      | 1928. március 5. (26 éves)    | 4    | Necaxa         |
| 16   | KP    | Pedro Nájera       | 1929. február 3. (25 éves)    | 0    | Club América   |
| 17   | CS    | Carlos Septién     | 1923. január 18. (31 éves)    | 11   | Tampico Madero |
| 18   | CS    | Carlos Carus       | 1930. július 10. (23 éves)    | 0    | Toluca         |
| 19   | CS    | Moisés Jinich      | 1927. december 15. (26 éves)  | 1    | Atlante        |
| 20   | CS    | José Antonio Roca  | 1928. május 24. (26 éves)     | 7    | Zacatepec      |
| 21   | KP    | Mario Ochoa        | 1927. január 1. (27 éves)     | 5    | Marte          |
| 22   | CS    | Ranulfo Cortés     | 1934. július 9. (19 éves)     | 0    | Oro            |

## 2. csoport

### Magyarország
Szövetségi kapitány:  Sebes Gusztáv
| Szám | Poszt | Név              | Születési dátum (Kor)          | Vál. | Klub                   |
| ---- | ----- | ---------------- | ------------------------------ | ---- | ---------------------- |
| 1    | K     | Grosics Gyula    | 1926. február 4. (28 éves)     | 31   | Budapesti Honvéd       |
| 2    | V     | Buzánszky Jenő   | 1925. május 4. (29 éves)       | 23   | Dorogi Bányász         |
| 3    | V     | Lóránt Gyula     | 1923. február 6. (31 éves)     | 24   | Budapesti Honvéd       |
| 4    | V     | Lantos Mihály    | 1928. szeptember 29. (25 éves) | 30   | Budapesti Vörös Lobogó |
| 5    | KP    | Bozsik József    | 1925. november 25. (28 éves)   | 48   | Budapesti Honvéd       |
| 6    | CS    | Zakariás József  | 1924. március 25. (30 éves)    | 31   | Budapesti Vörös Lobogó |
| 7    | CS    | Tóth József      | 1929. május 16. (25 éves)      | 2    | Csepeli Vasas          |
| 8    | CS    | Kocsis Sándor    | 1929. szeptember 21. (24 éves) | 36   | Budapesti Honvéd       |
| 9    | CS    | Hidegkuti Nándor | 1922. március 3. (32 éves)     | 36   | Budapesti Vörös Lobogó |
| 10   | CS    | Puskás Ferenc    | 1927. április 2. (27 éves)     | 55   | Budapesti Honvéd       |
| 11   | CS    | Czibor Zoltán    | 1929. augusztus 8. (24 éves)   | 26   | Budapesti Honvéd       |
| 12   | V     | Kárpáti Béla     | 1929. szeptember 30. (24 éves) | 1    | Győri Vasas SE         |
| 13   | V     | Várhidi Pál      | 1931. november 6. (22 éves)    | 0    | Budapesti Dózsa        |
| 14   | KP    | Kovács Imre      | 1921. november 26. (32 éves)   | 8    | Budapesti Vörös Lobogó |
| 15   | KP    | Szojka Ferenc    | 1931. április 7. (23 éves)     | 0    | Salgótarján            |
| 16   | KP    | Budai László     | 1928. július 19. (25 éves)     | 21   | Budapesti Honvéd       |
| 17   | CS    | Machos Ferenc    | 1932. június 30. (22 éves)     | 0    | Budapesti Honvéd       |
| 18   | CS    | Csordás Lajos    | 1932. október 6. (21 éves)     | 7    | Budapesti Vasas SE     |
| 19   | CS    | Palotás Péter    | 1929. június 27. (25 éves)     | 16   | Budapesti Vörös Lobogó |
| 20   | CS    | Tóth Mihály      | 1926. szeptember 24. (27 éves) | 3    | Budapesti Dózsa        |
| 21   | K     | Gellér Sándor    | 1925. július 12. (28 éves)     | 5    | Budapesti Vörös Lobogó |
| 22   | K     | Gulyás Géza      | 1931. június 5. (23 éves)      | 0    | Budapesti Kinizsi      |

### NSZK
Szövetségi kapitány:  Sepp Herberger
| Szám | Poszt | Név                | Születési dátum (Kor)         | Vál. | Klub                 |
| ---- | ----- | ------------------ | ----------------------------- | ---- | -------------------- |
| 1    | K     | Toni Turek         | 1919. január 18. (35 éves)    | 13   | Fortuna Düsseldorf   |
| 2    | V     | Fritz Laband       | 1925. november 1. (28 éves)   | 1    | Hamburger SV         |
| 3    | V     | Werner Kohlmeyer   | 1924. április 19. (30 éves)   | 12   | 1. FC Kaiserslautern |
| 4    | V     | Hans Bauer         | 1927. július 28. (26 éves)    | 2    | Bayern München       |
| 5    | V     | Herbert Erhardt    | 1930. július 6. (23 éves)     | 1    | SpVgg Fürth          |
| 6    | KP    | Horst Eckel        | 1932. február 8. (22 éves)    | 8    | 1. FC Kaiserslautern |
| 7    | V     | Josef Posipal      | 1927. június 20. (27 éves)    | 15   | Hamburger SV         |
| 8    | KP    | Karl Mai           | 1928. július 27. (25 éves)    | 3    | SpVgg Fürth          |
| 9    | KP    | Paul Mebus         | 1920. június 9. (34 éves)     | 5    | 1. FC Köln           |
| 10   | V     | Werner Liebrich    | 1927. január 18. (27 éves)    | 2    | 1. FC Kaiserslautern |
| 11   | KP    | Karl-Heinz Metzner | 1923. január 9. (31 éves)     | 2    | KSV Hessen Kassel    |
| 12   | CS    | Helmut Rahn        | 1929. augusztus 16. (24 éves) | 9    | Rot-Weiß Essen       |
| 13   | KP    | Max Morlock        | 1925. május 11. (29 éves)     | 12   | 1. FC Nürnberg       |
| 14   | CS    | Bernhard Klodt     | 1926. október 26. (27 éves)   | 6    | FC Schalke 04        |
| 15   | CS    | Ottmar Walter      | 1924. március 6. (30 éves)    | 11   | 1. FC Kaiserslautern |
| 16   | KP    | Fritz Walter       | 1920. október 31. (33 éves)   | 38   | 1. FC Kaiserslautern |
| 17   | CS    | Richard Herrmann   | 1923. január 28. (31 éves)    | 7    | FSV Frankfurt        |
| 18   | CS    | Ulrich Biesinger   | 1933. augusztus 6. (20 éves)  | 0    | BC Augsburg          |
| 19   | CS    | Alfred Pfaff       | 1926. július 16. (27 éves)    | 1    | Eintracht Frankfurt  |
| 20   | CS    | Hans Schäfer       | 1927. október 19. (26 éves)   | 5    | 1. FC Köln           |
| 21   | K     | Heinz Kubsch       | 1930. július 20. (23 éves)    | 1    | FK Pirmasens         |
| 22   | K     | Heinz Kwiatkowski  | 1926. július 16. (27 éves)    | 0    | Borussia Dortmund    |

### Törökország
Szövetségi kapitány:  Sandro Puppo
| Szám | Poszt | Név                    | Születési dátum (Kor)          | Vál. | Klub            |
| ---- | ----- | ---------------------- | ------------------------------ | ---- | --------------- |
| 1    | K     | Turgay Şeren           | 1932. május 15. (22 éves)      | 11   | Galatasaray     |
| 2    | V     | Rıdvan Bolatlı         | 1928. december 2. (25 éves)    | 2    | Ankaragücü      |
| 3    | V     | Basri Dirimlili        | 1929. június 7. (25 éves)      | 3    | Fenerbahçe      |
| 4    | V     | Mustafa Ertan          | 1926. április 21. (28 éves)    | 4    | Ankaragücü      |
| 5    | KP    | Çetin Zeybek           | 1932. szeptember 12. (21 éves) | 2    | Kasımpaşa       |
| 6    | KP    | Rober Eryol            | 1930. december 21. (23 éves)   | 5    | Galatasaray     |
| 7    | CS    | Erol Keskin            | 1927. március 2. (27 éves)     | 1    | Adalet Istanbul |
| 8    | CS    | Suat Mamat             | 1930. november 8. (23 éves)    | 2    | Galatasaray     |
| 9    | CS    | Feridun Buğeker        | 1933. április 5. (21 éves)     | 3    | Fenerbahçe      |
| 10   | CS    | Burhan Sargun          | 1929. február 11. (25 éves)    | 5    | Fenerbahçe      |
| 11   | CS    | Lefter Küçükandonyadis | 1925. december 22. (28 éves)   | 3    | Fenerbahçe      |
| 12   | K     | Şükrü Ersoy            | 1934. január 14. (20 éves)     | 3    | Ankaragücü      |
| 13   | V     | Bülent Eken            | 1923. január 26. (31 éves)     | 11   | Galatasaray     |
| 14   | V     | Ali Beratlıgil         | 1931. október 21. (22 éves)    | 2    | Galatasaray     |
| 15   | KP    | Mehmet Dinçer          | 1933. február 20. (21 éves)    | 0    | Fenerbahçe      |
| 16   | V     | Nedim Günar            | 1932. január 2. (22 éves)      | 0    | Fenerbahçe      |
| 17   | V     | Naci Erdem             | 1931. január 28. (23 éves)     | 0    | Fenerbahçe      |
| 18   | V     | Akgün Kaçmaz           | 1935. január 1. (19 éves)      | 1    | Ankaragücü      |
| 19   | V     | Ahmet Berman           | 1932. január 1. (22 éves)      | 0    | Beşiktaş JK     |
| 20   | CS    | Necmi Onarıcı          | 1925. november 2. (28 éves)    | 0    | Adalet Istanbul |
| 21   | CS    | Kadri Aytaç            | 1931. augusztus 6. (22 éves)   | 0    | Galatasaray     |
| 22   | CS    | Coşkun Taş             | 1935. április 23. (19 éves)    | 2    | Ankaragücü      |

### Dél-Korea
Szövetségi kapitány:  Kim Jongsik
| Szám | Poszt | Név            | Születési dátum (Kor)         | Vál. | Klub                      |
| ---- | ----- | -------------- | ----------------------------- | ---- | ------------------------- |
| 1    | K     | Hong Dokjong   | 1921. május 5. (33 éves)      | 2    | Chosun Textile            |
| 2    | V     | Pak Kjudzsong  | 1924. június 12. (30 éves)    | 2    | Army Logistics            |
| 3    | V     | Pak Cseszung   | 1923. április 1. (31 éves)    | 0    | Counterintelligence Corps |
| 4    | KP    | Kang Cshanggi  | 1928. augusztus 28. (25 éves) | 0    | Chosun Textile            |
| 5    | KP    | I Szangi       | 1922                          | ?    | Chosun Textile            |
| 6    | V     | Min Bjongde    | 1918. február 20. (36 éves)   | 2    | Counterintelligence Corps |
| 7    | CS    | I Szunam       | 1927. február 2. (27 éves)    | 0    | Counterintelligence Corps |
| 8    | CS    | Cshö Dzsongmin | 1930. augusztus 30. (23 éves) | 0    | Counterintelligence Corps |
| 9    | CS    | U Szanggvon    | 1926. február 2. (28 éves)    | 2    | Army PMH                  |
| 10   | CS    | Szong Nagun    | 1926. február 2. (28 éves)    | 0    | Army Logistics            |
| 11   | KP    | Csong Namsik   | 1917. február 16. (37 éves)   | 2    | Counterintelligence Corps |
| 12   | K     | Ham Hungcshol  | 1930. november 17. (23 éves)  | 3    | Army PMH                  |
| 13   | V     | I Dzsonggap    | 1920. március 18. (34 éves)   | 0    | Counterintelligence Corps |
| 14   | V     | Han Cshanghva  | 1922. november 3. (31 éves)   | 0    | Counterintelligence Corps |
| 15   | KP    | Kim Dzsiszong  | 1924. november 7. (29 éves)   | 0    | Counterintelligence Corps |
| 16   | KP    | Csu Jonggvang  | 1931. július 15. (22 éves)    | 0    | Navy                      |
| 17   | CS    | Pak Ilgap      | 1926. március 21. (28 éves)   | 0    | Counterintelligence Corps |
| 18   | CS    | Cshö Jonggun   | 1923. február 8. (31 éves)    | 0    | Navy                      |
| 19   | CS    | I Gidzsu       | 1926. november 12. (27 éves)  | 0    | Chosun Textile            |
| 20   | CS    | Csong Gukcsin  | 1917. január 2. (37 éves)     | 2    | Navy                      |

- Dél Korea válogatottja 20 játékost nevezett a tornára.

## 3. csoport

### Uruguay
Szövetségi kapitány:  Juan López
| Szám | Poszt | Név                      | Születési dátum (Kor)          | Vál. | Klub                |
| ---- | ----- | ------------------------ | ------------------------------ | ---- | ------------------- |
| 1    | K     | Roque Máspoli            | 1917. október 12. (36 éves)    | 35   | Peñarol Montevideo  |
| 2    | V     | José Santamaría          | 1929. július 31. (24 éves)     | 3    | Nacional Montevideo |
| 3    | V     | William Martínez         | 1928. január 13. (26 éves)     | 11   | Rampla Juniors      |
| 4    | V     | Víctor Rodríguez Andrade | 1927. május 2. (27 éves)       | 20   | Peñarol Montevideo  |
| 5    | KP    | Obdulio Varela           | 1917. szeptember 20. (36 éves) | 43   | Peñarol Montevideo  |
| 6    | KP    | Roberto Leopardi         | 1933. július 19. (20 éves)     | 3    | Nacional Montevideo |
| 7    | CS    | Julio Abbadie            | 1930. szeptember 7. (23 éves)  | 9    | Peñarol Montevideo  |
| 8    | CS    | Juan Hohberg             | 1929. október 8. (24 éves)     | 3    | Peñarol Montevideo  |
| 9    | CS    | Óscar Míguez             | 1927. december 5. (26 éves)    | 14   | Peñarol Montevideo  |
| 10   | CS    | Juan Alberto Schiaffino  | 1925. július 28. (28 éves)     | 14   | Peñarol Montevideo  |
| 11   | CS    | Carlos Borges            | 1932. január 14. (22 éves)     | 2    | Peñarol Montevideo  |
| 12   | K     | Julio Maceiras           | 1926. április 22. (28 éves)    | 1    | Danubio             |
| 13   | V     | Mirto Davoine            | 1933. február 13. (21 éves)    | 1    | Peñarol Montevideo  |
| 14   | V     | Eusebio Tejera           | 1922. január 6. (32 éves)      | 31   | Defensor Sporting   |
| 15   | KP    | Urbano Rivera            | 1926. április 1. (28 éves)     | 8    | Danubio             |
| 16   | KP    | Néstor Carballo          | 1929. február 3. (25 éves)     | 10   | Nacional Montevideo |
| 17   | KP    | Luis Cruz                | 1925. április 28. (29 éves)    | 7    | Nacional Montevideo |
| 18   | CS    | Rafael Souto             | 1930. október 24. (23 éves)    | 4    | Nacional Montevideo |
| 19   | CS    | Javier Ambrois           | 1932. május 9. (22 éves)       | 7    | Nacional Montevideo |
| 20   | CS    | Omar Méndez              | 1934. augusztus 7. (19 éves)   | 3    | Nacional Montevideo |
| 21   | CS    | Julio Pérez              | 1926. június 19. (28 éves)     | 14   | Nacional Montevideo |
| 22   | CS    | Luis Castro              | 1921. július 31. (32 éves)     | 1    | Defensor Sporting   |

### Ausztria
Szövetségi kapitány:  Walter Nausch
| Szám | Poszt | Név                | Születési dátum (Kor)          | Vál. | Klub         |
| ---- | ----- | ------------------ | ------------------------------ | ---- | ------------ |
| 1    | K     | Kurt Schmied       | 1926. június 14. (28 éves)     | 1    | First Vienna |
| 2    | V     | Gerhard Hanappi    | 1929. február 16. (25 éves)    | 37   | Rapid Wien   |
| 3    | KP    | Ernst Happel       | 1925. november 29. (28 éves)   | 39   | Rapid Wien   |
| 4    | V     | Leopold Barschandt | 1925. augusztus 12. (28 éves)  | 2    | Wiener SC    |
| 5    | V     | Ernst Ocwirk       | 1926. március 7. (28 éves)     | 44   | Austria Wien |
| 6    | KP    | Karl Koller        | 1929. február 8. (25 éves)     | 7    | First Vienna |
| 7    | CS    | Robert Körner      | 1924. augusztus 21. (29 éves)  | 7    | Rapid Wien   |
| 8    | CS    | Walter Schleger    | 1929. szeptember 19. (24 éves) | 8    | Austria Wien |
| 9    | CS    | Theodor Wagner     | 1927. augusztus 6. (26 éves)   | 28   | Wacker Wien  |
| 10   | KP    | Erich Probst       | 1927. december 5. (26 éves)    | 8    | Rapid Wien   |
| 11   | CS    | Alfred Körner      | 1926. február 14. (28 éves)    | 24   | Rapid Wien   |
| 12   | KP    | Karl Stotz         | 1927. március 27. (27 éves)    | 10   | Austria Wien |
| 13   | KP    | Walter Kollmann    | 1932. június 17. (22 éves)     | 3    | Wacker Wien  |
| 14   | KP    | Karl Giesser       | 1928. október 29. (25 éves)    | 1    | Rapid Wien   |
| 15   | K     | Franz Pelikan      | 1925. november 6. (28 éves)    | 3    | Wacker Wien  |
| 16   | K     | Walter Zeman       | 1927. május 1. (27 éves)       | 38   | Rapid Wien   |
| 17   | KP    | Alfred Teinitzer   | 1929. július 29. (24 éves)     | 0    | Linzer ASK   |
| 18   | KP    | Johann Riegler     | 1929. július 17. (24 éves)     | 3    | Rapid Wien   |
| 19   | CS    | Robert Dienst      | 1928. március 1. (26 éves)     | 16   | Rapid Wien   |
| 20   | V     | Paul Halla         | 1931. április 10. (23 éves)    | 3    | Rapid Wien   |
| 21   | CS    | Ernst Stojaspal    | 1925. január 14. (29 éves)     | 27   | Austria Wien |
| 22   | CS    | Walter Haummer     | 1928. november 22. (25 éves)   | 4    | Wacker Wien  |

### Csehszlovákia
Szövetségi kapitány:  Borhy Károly
| Szám | Poszt | Név                | Születési dátum (Kor)         | Vál. | Klub                       |
| ---- | ----- | ------------------ | ----------------------------- | ---- | -------------------------- |
| 1    | K     | Theodor Reimann    | 1921. február 10. (33 éves)   | 4    | Slovan ÚNV Bratislava      |
| 2    | V     | František Šafránek | 1931. január 2. (23 éves)     | 10   | ÚDA Praha                  |
| 3    | KP    | Svatopluk Pluskal  | 1930. október 28. (23 éves)   | 3    | ÚDA Praha                  |
| 4    | V     | Ladislav Novák     | 1931. december 5. (22 éves)   | 11   | ÚDA Praha                  |
| 5    | V     | Jiří Trnka         | 1926. december 2. (27 éves)   | 20   | ÚDA Praha                  |
| 6    | KP    | Michal Benedikovič | 1923. május 31. (31 éves)     | 7    | Slovan ÚNV Bratislava      |
| 7    | CS    | Ladislav Hlaváček  | 1925. június 26. (29 éves)    | 13   | ÚDA Praha                  |
| 8    | CS    | Otto Hemele        | 1926. január 22. (28 éves)    | 8    | ÚDA Praha                  |
| 9    | CS    | Anton Malatinský   | 1920. január 15. (34 éves)    | 10   | Baník Handlová             |
| 10   | CS    | Emil Pažický       | 1927. október 14. (26 éves)   | 14   | Slovan ÚNV Bratislava      |
| 11   | CS    | Jiří Pešek         | 1927. június 4. (27 éves)     | 4    | Spartak Praha Sokolovo     |
| 12   | V     | Anton Krásnohorský | 1925. október 22. (28 éves)   | 9    | Iskra Žilina               |
| 13   | KP    | Jiří Hledík        | 1929. április 19. (25 éves)   | 3    | Křídla vlasti Olomouc      |
| 14   | KP    | Jan Hertl          | 1929. január 23. (25 éves)    | 6    | ÚDA Praha                  |
| 15   | CS    | Kacsányi László    | 1931. április 1. (23 éves)    | 7    | Cervena Hviezda Bratislava |
| 16   | KP    | Zdeněk Procházka   | 1928. január 12. (26 éves)    | 1    | Spartak Praha Sokolovo     |
| 17   | CS    | Tadeáš Kraus       | 1932. október 22. (21 éves)   | 5    | Křídla vlasti Olomouc      |
| 18   | CS    | Josef Majer        | 1925. június 8. (29 éves)     | 0    | DSO Baník Kladno           |
| 19   | CS    | Jaroslav Košnar    | 1930. augusztus 17. (23 éves) | 1    | Cervena Hviezda Bratislava |
| 20   | CS    | Kazimír Gajdoš     | 1934. március 28. (20 éves)   | 0    | Tatran Prešov              |
| 21   | K     | Imrich Stacho      | 1931. november 4. (22 éves)   | 6    | Tankista Praha             |
| 22   | K     | Viliam Schrojf     | 1931. augusztus 2. (22 éves)  | 1    | Křídla vlasti Olomouc      |

### Skócia
Szövetségi kapitány:  Andy Beattie (Az első mérkőzés után megbízott szövetségi vezetők irányították a válogatottat.)
| Szám | Poszt | Név               | Születési dátum (Kor)         | Vál. | Klub               |
| ---- | ----- | ----------------- | ----------------------------- | ---- | ------------------ |
| 1    | K     | Fred Martin       | 1929. május 13. (25 éves)     | 2    | Aberdeen           |
| 2    | V     | Willie Cunningham | 1925. február 22. (29 éves)   | 3    | Preston North End  |
| 3    | V     | Jock Aird         | 1926. február 18. (28 éves)   | 2    | Burnley            |
| 4    | V     | Bobby Evans       | 1927. július 16. (26 éves)    | 17   | Celtic Glasgow     |
| 5    | V     | Tommy Docherty    | 1928. augusztus 24. (25 éves) | 5    | Preston North End  |
| 6    | KP    | Jimmy Davidson    | 1925. november 8. (28 éves)   | 2    | Partick Thistle    |
| 7    | KP    | Doug Cowie        | 1926. május 1. (28 éves)      | 6    | Dundee             |
| 8    | CS    | John Mackenzie    | 1925. szeptember 4. (28 éves) | 4    | Partick Thistle    |
| 9    | CS    | George Hamilton   | 1917. december 7. (36 éves)   | 5    | Aberdeen           |
| 10   | CS    | Allan Brown       | 1926. október 12. (27 éves)   | 11   | Blackpool          |
| 11   | CS    | Neil Mochan       | 1927. április 6. (27 éves)    | 1    | Celtic Glasgow     |
| 12   | CS    | Willie Fernie     | 1928. november 22. (25 éves)  | 1    | Celtic Glasgow     |
| 13   | CS    | Willie Ormond     | 1927. február 23. (27 éves)   | 3    | Hibernian          |
| 14   | K     | John Anderson*    | 1929. december 8. (24 éves)   | 1    | Leicester City     |
| 15   | CS    | Bobby Johnstone*  | 1929. szeptember 7. (24 éves) | 11   | Hibernian          |
| 16   | CS    | Jackie Henderson* | 1932. január 17. (22 éves)    | 4    | Portsmouth         |
| 17   | KP    | David Mathers*    | 1931. október 25. (22 éves)   | 1    | Partick Thistle    |
| 18   | V     | Alex Wilson*      | 1933. október 29. (20 éves)   | 1    | Portsmouth         |
| 19   | CS    | Jimmy Binning*    | 1927. július 25. (26 éves)    | 0    | Queen of the South |
| 20   | CS    | Bobby Combe*      | 1924. február 29. (30 éves)   | 3    | Hibernian          |
| 21   | CS    | Ernie Copland*    | 1927. április 15. (27 éves)   | 0    | Raith Rovers       |
| 22   | CS    | Ian McMillan*     | 1931. március 18. (23 éves)   | 3    | Airdrieonians      |

- Csak 13 játékos utazott ténylegesen a tornára. Anderson, Henderson, Mathers, Wilson, Binning, Combe, Copland és McMillan tartalék játékosként otthon maradt. Johnstone sérülése miatt hazatért a tornáról, helyét Hamilton vette át.

## 4. csoport

### Anglia
Szövetségi kapitány:  Walter Winterbottom
| Szám | Poszt | Név              | Születési dátum (Kor)          | Vál. | Klub                    |
| ---- | ----- | ---------------- | ------------------------------ | ---- | ----------------------- |
| 1    | K     | Gil Merrick      | 1922. január 26. (32 éves)     | 20   | Birmingham City         |
| 2    | V     | Ron Staniforth   | 1924. április 13. (30 éves)    | 3    | Huddersfield Town       |
| 3    | V     | Roger Byrne      | 1929. február 8. (25 éves)     | 3    | Manchester United       |
| 4    | V     | Billy Wright     | 1924. február 6. (30 éves)     | 58   | Wolverhampton Wanderers |
| 5    | KP    | Syd Owen         | 1922. február 28. (32 éves)    | 2    | Luton Town              |
| 6    | KP    | Jimmy Dickinson  | 1925. április 24. (29 éves)    | 35   | Portsmouth              |
| 7    | CS    | Stanley Matthews | 1915. február 1. (39 éves)     | 36   | Blackpool               |
| 8    | CS    | Ivor Broadis     | 1922. december 18. (31 éves)   | 11   | Newcastle United        |
| 9    | CS    | Nat Lofthouse    | 1925. augusztus 27. (28 éves)  | 19   | Bolton Wanderers        |
| 10   | CS    | Tommy Taylor     | 1932. január 29. (22 éves)     | 3    | Manchester United       |
| 11   | CS    | Tom Finney       | 1922. április 5. (32 éves)     | 51   | Preston North End       |
| 12   | K     | Ted Burgin       | 1927. április 29. (27 éves)    | 0    | Sheffield United        |
| 13   | V     | Ken Green        | 1924. április 27. (30 éves)    | 0    | Birmingham City         |
| 14   | KP    | Bill McGarry     | 1927. június 10. (27 éves)     | 0    | Huddersfield Town       |
| 15   | CS    | Dennis Wilshaw   | 1926. március 11. (28 éves)    | 1    | Wolverhampton Wanderers |
| 16   | KP    | Albert Quixall   | 1933. augusztus 9. (20 éves)   | 3    | Sheffield Wednesday     |
| 17   | CS    | Jimmy Mullen     | 1923. január 6. (31 éves)      | 11   | Wolverhampton Wanderers |
| 18   | V     | Allenby Chilton* | 1918. szeptember 16. (35 éves) | 2    | Manchester United       |
| 19   | KP    | Ken Armstrong*   | 1924. június 3. (30 éves)      | 0    | Chelsea                 |
| 20   | KP    | Bedford Jezzard* | 1927. október 19. (26 éves)    | 1    | Fulham                  |
| 21   | KP    | Johnny Haynes*   | 1934. október 17. (19 éves)    | 0    | Fulham                  |
| 22   | CS    | Harry Hooper*    | 1933. június 14. (21 éves)     | 0    | West Ham United         |

- A 22-es keretből csak 17-en utaztak a világbajnokságra. Ken Armstrong, Allenby Chilton, Johnny Haynes, Harry Hooper és Bedford Jezzard otthon, tartalékként várta szükség esetén a hívást.

### Svájc
Szövetségi kapitány:  Karl Rappan

### Olaszország
Szövetségi kapitány:  Czeizler Lajos
| Szám | Poszt | Név                  | Születési dátum (Kor)          | Vál. | Klub           |
| ---- | ----- | -------------------- | ------------------------------ | ---- | -------------- |
| 1    | K     | Giorgio Ghezzi       | 1930. július 10. (23 éves)     | 1    | Internazionale |
| 2    | V     | Guido Vincenzi       | 1932. július 14. (21 éves)     | 1    | Internazionale |
| 3    | V     | Giovanni Giacomazzi  | 1928. január 18. (26 éves)     | 1    | Internazionale |
| 4    | V     | Maino Neri           | 1924. június 30. (30 éves)     | 6    | Internazionale |
| 5    | KP    | Omero Tognon         | 1924. március 3. (30 éves)     | 11   | Milan          |
| 6    | KP    | Fulvio Nesti         | 1925. június 8. (29 éves)      | 2    | Internazionale |
| 7    | CS    | Ermes Muccinelli     | 1927. július 28. (26 éves)     | 9    | Juventus       |
| 8    | CS    | Egisto Pandolfini    | 1926. február 19. (28 éves)    | 14   | Roma           |
| 9    | CS    | Carlo Galli          | 1931. március 6. (23 éves)     | 2    | Roma           |
| 10   | CS    | Gino Cappello        | 1920. június 2. (34 éves)      | 10   | Bologna        |
| 11   | CS    | Benito Lorenzi       | 1925. december 20. (28 éves)   | 11   | Internazionale |
| 12   | K     | Giovanni Viola       | 1926. június 26. (28 éves)     | 0    | Juventus       |
| 13   | V     | Ardico Magnini       | 1928. október 21. (25 éves)    | 4    | Fiorentina     |
| 14   | V     | Sergio Cervato       | 1929. március 22. (25 éves)    | 11   | Fiorentina     |
| 15   | V     | Giacomo Mari         | 1924. október 17. (29 éves)    | 7    | Juventus       |
| 16   | KP    | Rino Ferrario        | 1926. december 7. (27 éves)    | 1    | Juventus       |
| 17   | CS    | Armando Segato       | 1930. május 3. (24 éves)       | 3    | Fiorentina     |
| 18   | KP    | Gino Pivatelli       | 1933. március 27. (21 éves)    | 0    | Bologna        |
| 19   | CS    | Giampiero Boniperti  | 1928. július 4. (26 éves)      | 22   | Juventus       |
| 20   | KP    | Guido Gratton        | 1932. szeptember 23. (21 éves) | 1    | Fiorentina     |
| 21   | CS    | Amleto Frignani      | 1932. március 5. (22 éves)     | 6    | Milan          |
| 22   | K     | Leonardo Costagliola | 1921. október 27. (32 éves)    | 3    | Fiorentina     |

### Belgium
Szövetségi kapitány:  Doug Livingstone
| Szám | Poszt | Név                     | Születési dátum (Kor)          | Vál. | Klub                  |
| ---- | ----- | ----------------------- | ------------------------------ | ---- | --------------------- |
| 1    | K     | Léopold Gernaey         | 1927. február 25. (27 éves)    | 7    | ASV Oostende          |
| 2    | V     | Marcel Dries            | 1929. szeptember 19. (24 éves) | 7    | Berchem Sport         |
| 3    | V     | Alfons Van Brandt       | 1927. június 24. (27 éves)     | 18   | Lierse                |
| 4    | V     | Constant Huysmans       | 1928. október 11. (25 éves)    | 5    | Beerschot AC          |
| 5    | KP    | Louis Carré             | 1925. január 7. (29 éves)      | 39   | RFC Liège             |
| 6    | KP    | Victor Mees             | 1927. január 26. (27 éves)     | 31   | Antwerp               |
| 7    | KP    | Joseph Vliers           | 1932. december 18. (21 éves)   | 0    | Beerschot AC          |
| 8    | CS    | Denis Houf              | 1932. február 16. (22 éves)    | 0    | Standard Liège        |
| 9    | CS    | Henri Coppens           | 1930. április 29. (24 éves)    | 32   | Beerschot AC          |
| 10   | CS    | Léopold Anoul           | 1922. augusztus 19. (31 éves)  | 45   | RFC Liège             |
| 11   | CS    | Joseph Mermans          | 1922. február 16. (32 éves)    | 45   | Anderlecht            |
| 12   | K     | Charles Geerts          | 1930. október 29. (23 éves)    | 0    | Beerschot AC          |
| 13   | V     | Henri Dirickx           | 1927. július 7. (26 éves)      | 13   | Union SG              |
| 14   | KP    | Robert Van Kerkhoven    | 1924. október 1. (29 éves)     | 5    | Daring Club Molenbeek |
| 15   | CS    | Hippolyte Van Den Bosch | 1926. április 30. (28 éves)    | 2    | Anderlecht            |
| 16   | CS    | Pieter Van Den Bosch    | 1927. október 31. (26 éves)    | 0    | Anderlecht            |
| 17   | K     | Raymond Ausloos         | 1928. május 15. (26 éves)      | 0    | Molenbeek             |
| 18   | V     | Jef Van Der Linden      | 1927. november 2. (26 éves)    | 0    | Antwerp               |
| 19   | KP    | Jo Backaert             | 1921. augusztus 5. (32 éves)   | 0    | Charleroi             |
| 20   | KP    | Bob Maertens            | 1930. január 24. (24 éves)     | 11   | Antwerp               |
| 21   | KP    | Jean Van Steen          | 1929. június 2. (25 éves)      | 5    | Anderlecht            |
| 22   | CS    | Luc Van Hoywegen        | 1929. január 1. (25 éves)      | 0    | Daring Club Molenbeek |